# Quemper-Guézennec
Quemper-Guézennec är en kommun i departementet Côtes-d'Armor i regionen Bretagne i nordvästra Frankrike. Kommunen ligger i kantonen Pontrieux som tillhör arrondissementet Guingamp. År 2022 hade Quemper-Guézennec 1 089 invånare.

## Befolkningsutveckling
Antalet invånare i kommunen Quemper-Guézennec
Referens:INSEE